# 西沢実
西沢 実（西澤 實、にしざわ みのる、1918年（大正7年）1月2日 - 2013年（平成25年）7月2日） は、日本の放送作家・劇作家。筆名に苗川正 、芸名に西沢みのる。
日本放送芸術学会、日本放送作家協会、日本演劇協会の各会員。

## 略歴
長野県長野市出身。旧制海城中学卒業。1939年（昭和14年）、東京中央放送局JOAK（現・NHK）が実施した朗読の新人募集に応募する。1941年（昭和16年）には中央大学法学部在学のまま、同年に設立された東京中央放送局専属劇団俳優養成所に参加した。同年大学を繰り上げ卒業し、1942年（昭和17年）に応召して第2師団に入隊、戦車隊長としてトラック島で敗戦を迎える。軍隊での最終階級は陸軍中尉であった。
1946年（昭和21年）の復員後、「人類の祖先のために……」でラジオドラマ作家としてデビューした。以後、NHK専属作家として活躍し、1952年（昭和27年）から1959年（昭和34年）にかけて約30本続いた「架空実況放送」は大きな評判を呼んだ。「マイクの旅」「ピー子ポン太郎 世界めぐり」なども手がけ、“ラジオ作家”の呼称を日本で初めて使ったことでも知られる。
のちフリーとなる。代表作に「裸の皇帝」「狐切支丹」などがある。
1957年（昭和32年）にスタートしたテレビ草創期の人気番組「私だけが知っている」の生みの親の一人でもある。
1965年（昭和40年）には、全日本スキー連盟（SAJ）傷害防止対策常任委員を務めた。
日本初の放送学科が設置された日本大学芸術学部で、1980年（昭和55年）から1998年（平成10年）の定年まで、大学・大学院で脚本論などの非常勤講師を務めた。2000年（平成12年）、論文「創始期ラジオドラマとラジオドラマの“ことば”研究」で同大学より芸術学論文博士を授与された。
1990年（平成2年）から1996年（平成8年）には日本放送作家協会理事長を務めた。その他、放送番組センター理事、NHK全国高校放送コンテスト・ドラマ部門審査委員長なども歴任した。
2013年7月2日、肺炎のため死去。95歳没。

## 主なラジオ番組[5]
- 狐切支丹
- 三太物語
- マイクの旅
- 吼えろアンデス
- ピー子ポン太郎世界めぐり
- 架空実況放送

## 主なテレビ番組[5]
- 私だけが知っている
- お父さんの季節
- テレビ天助（人形劇）

## 受賞歴[1]
- 芸術祭賞文部大臣奨励賞（1951年）「裸の皇帝」
- 日本放送教育協会賞（1960年）「マイクの旅」
- 芸術祭賞奨励賞（1964年）「狐切支丹」
- 紫綬褒章（1984年）
- NHK功労賞（1985年）[2]
- 勲四等旭日小綬章（1991年）
- NHK放送文化賞(平成7年度)（1996年）

## 著書
- ふしぎな花 : チベットのおはなし 二葉書店 1949(世界兒童文庫)
- 校内放送の実際 : 番組と台本と演出 光風出版東京営業所 1955(光風教育ライブラリー)
- 脚本とは : その歴史と実際 教育史料出版会  1980(芸術教育叢書)
- 富士怒る : 架空実況放送脚本集 沖積舎 1990
- 創始期ラジオドラマとラジオドラマの「ことば」研究 冨士グループ  2000
- ラジオドラマの黄金時代 河出書房新社 2002
- 西澤實の「朗読」教科書 日本放送出版協会 2003
- へんな本 : 西澤實朗読・話芸脚本集 上下 梟社 2006